# Колібрі-смарагд синьохвостий
Колі́брі-смара́гд синьохвостий (Chlorostilbon mellisugus) — вид серпокрильцеподібних птахів родини колібрієвих (Trochilidae). Мешкає в Південній Америці.

## Опис

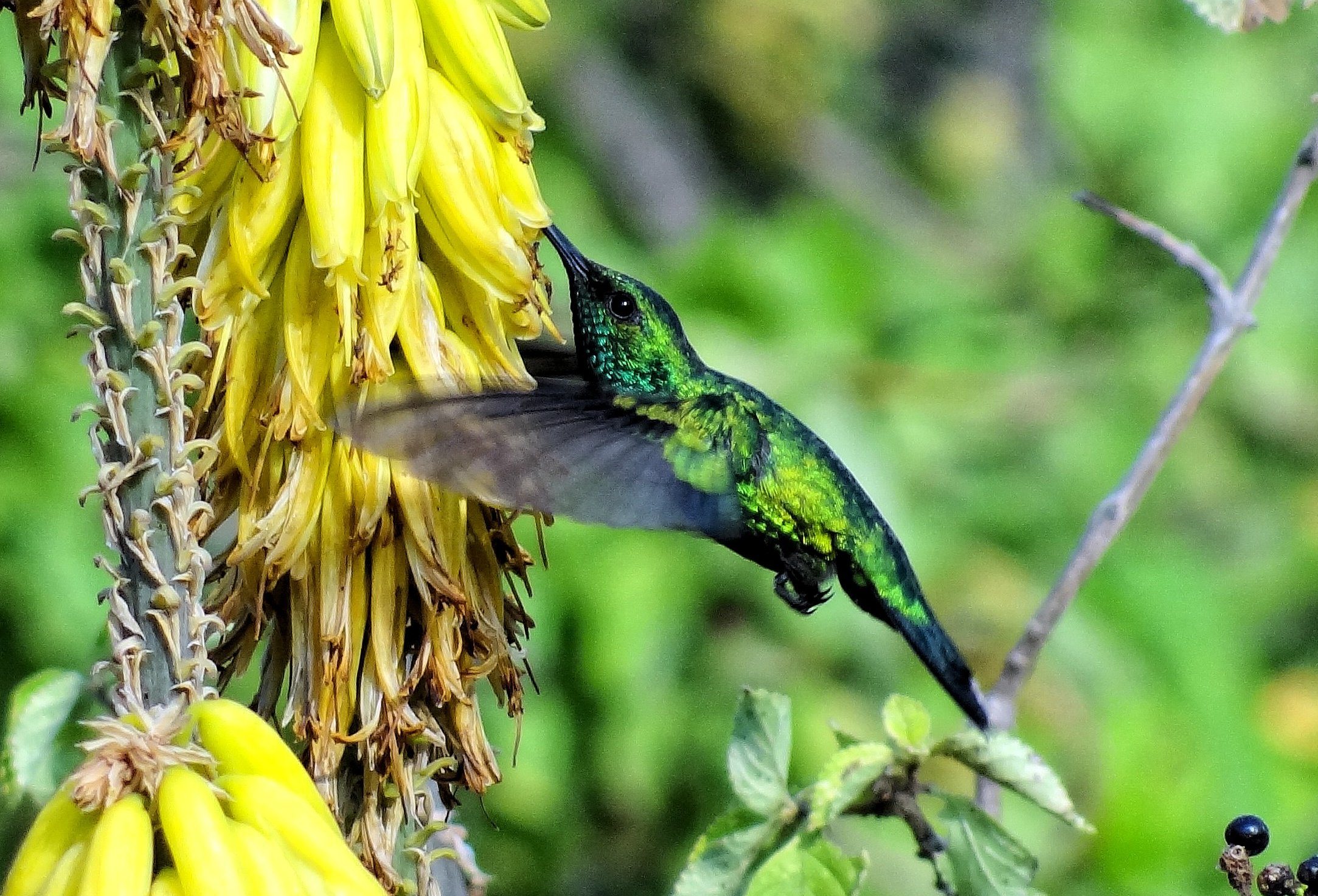
Синьогорлий колібрі-смарагд (Аруба)

Довжина самців становить 7,5-9,5 см, самиць 6,5-7,5 см, вага 2,3-3,5 г. У самців номінативного підвиду лоб і тім'я райдужно-золотисто-зелені, верхня частина тіла бронзово-зелена, блискуча, хвіст роздвоєний, сталево-синій. Нижня частина тіла смарагдово-зелена, блискуча, горло має синій відтінок, груди мають райдужний відблиск. Дзьоб короткий, прямий, чорний, довжиною 13-18 мм. 
У самиць лоб і тім'я бронзово-зелені, на обличчі чорнувата "маска", за очима блідо-сірі смуги. Решта верхньої частини тіла трап'янисто-зелена з металевим відблиском, хвіст синювато-чорний, стернові пера мають білувато-сірі кінчики. Нижня частина тіла блідо-сіра. Забарвлення молодих птахів є подібне до забарвленя самиць, однак тім'я у них більш тьмяне, оливково-зелене, темні смуги, які ідуть через очі, більш короткі, нижня частина тіла охриста, гузка білувата, на лапах пучки білого пір'я.
У самців підвиду C. m. caribaeus синій відтінок на горлі менш виражений. У самців підвидуC. m. duidae голова бронзово-оранжева, верхня частина тіла рудувато-мідна. У самців підвиду C. m. subfurcatus горло і надхвістя синьо-зелені, тім'я золотисто-зелене. У самців підвиду C. m. phoeopygus хвіст більш глибоко вирізаний. Самці підвиду C. m. peruanus є майже ідентичними до представників номінативного підвиду.

## Підвиди
Виділяють сім підвидів:
- C. m. caribaeus Lawrence, 1871 — північний схід Венесуели, Підвітряні острови і острів Тринідад;
- C. m. duidae Zimmer, JT & Phelps, WH, 1952 — тепуї Гвіанського нагір'я на півдні Венесуели, зокрема гора Дуїда[en];
- C. m. subfurcatus Berlepsch, 1887 — від південної Венесуели до Гаяни і північно-західної Болівії (район Ріу-Бранку);
- C. m. mellisugus (Linnaeus, 1758) — Суринам, Французька Гвіана і північний захід Бразилії;
- C. m. phoeopygus (Tschudi, 1844) — верхів'я Амазонки та її східних приток в Колумбії, Еквадорі і Бразилії;
- C. m. napensis Gould, 1861 — верхів'я Амазонки на північному сході Перу;
- C. m. peruanus Gould, 1861 — південний схід Перу, схід Болівії і південний захід Бразилії.

## Поширення і екологія
Синьохвості колібрі-смарагди мешкають в Колумбії, Еквадорі, Перу, Болівії, Бразилії, Венесуелі, Гаяні, Суринамі, Французькій Гвіані, на Тринідаді і Тобаго та на Нідерландських Антильських островах. Вони живуть у напіввідкритих і відкритих місцевостях, зокрема в саванах льяносу, на узліссях вологих і сухих тропічних лісів, в рідколіссях, чагарникових заростях, на плантаціях і полях, в парках і садах. Зустрічаються на висоті від 750 до 2600 м над рівнем моря. Ведуть переважно осілий спосіб життя, місцями здійснюють висотні міграції. 
Синьохвості колібрі-смарагди живляться нектаром різноманітних квітучих рослин, зокрема Hibiscus, Lantana, Canna, Sesamum indicum, Opuntia wentiana, Odontoglossum bictoniense, Epidendrum brassavolae, Tamarindus indica, Beureria succulenta, Acacia tortuosa, Cordia sebestena, Hibiscus rosasinensis, Poinciana regia, Leonotis nepetaefolia і Bougainvillea spectabilis. Також вони ловлять комах і павуків в польоті та споживають падь щитівок, яких шукають на деревах Mimosa bracaatinga. Птахи шукають їжу на висоті від 1 до 6 м над землею. 
Синьохвості колібрі-смарагди розмножуються протягом всього року. Гніздо чашоподібне, діаметром 3 см і глибиною 2,5 см, робиться з пухового рослинного матеріалу, скріалюється павутинням, покривається корою і лишайниками, розміщується в густій рослинності, на горизонтальній гілці на висоті 1 м над землею. В кладці 2 яйця розміром 11,4-12×7,4-7,5 г і вагою 0,4 г. Інкубаційний період триває 13-19 днів. пташенята покидають гніздо через 18-20 днів після вилуплення.